# 13e étape du Tour d'Italie 2024
Pour un article plus général, voir Tour d'Italie 2024.
La 13e étape du Tour d'Italie 2024 se déroule le vendredi 17 mai 2024 entre Riccione et Cento en Émilie-Romagne sur une distance de 179 km.

## Parcours
Cette étape tout à fait plate de la plaine du Pô relie Riccione, au bord de la Mer Adriatique, à Cento, au nord de Bologne, et devrait logiquement se conclure par un sprint du peloton.

## Déroulement de la course
Les trois Italiens Andrea Pietrobon (Polti Kometa), Alessandro Tonelli et Manuele Tarozzi (Bardiani CSF-Faizané) constituent l'échappée du jour dans une étape marquée par quelques bordures. Les fuyards sont repris par le peloton à 53 kilomètres de l'arrivée. Le peloton reste groupé jusqu'à l'arrivée à Cento. Le maillot cyclamen Jonathan Milan remporte aisément son troisième succès sur le Giro 2024.

## Résultats

### Classement de l'étape
| \| Classement de l'étape \| Classement de l'étape \| Classement de l'étape \| Classement de l'étape \| Classement de l'étape \| \| Coureur \| Coureur \| Pays \| Équipe \| Temps \| \| --------------------- \| --------------------- \| --------------------- \| -------------------------- \| --------------------- \| \| 1er \| Jonathan Milan \| Italie \| Lidl-Trek \| 4 h 02 min 03 s \| \| 2e \| Stanisław Aniołkowski \| Pologne \| Cofidis \| + 0 s \| \| 3e \| Phil Bauhaus \| Allemagne \| Bahrain Victorious \| + 0 s \| \| 4e \| Tim van Dijke \| Pays-Bas \| Team Visma \\| Lease a Bike \| + 0 s \| \| 5e \| Hugo Hofstetter \| France \| Israel-Premier Tech \| + 0 s \| \| 6e \| Fernando Gaviria \| Colombie \| Movistar Team \| + 0 s \| \| 7e \| Sebastián Molano \| Colombie \| UAE Team Emirates \| + 0 s \| \| 8e \| Laurence Pithie \| Nouvelle-Zélande \| Groupama-FDJ \| + 0 s \| \| 9e \| Giovanni Lonardi \| Italie \| Team Polti Kometa \| + 0 s \| \| 10e \| Alberto Dainese \| Italie \| Tudor Pro Cycling Team \| + 0 s \| |                       |                  |                            |                 |
| |                       |                  |                            |                 |
| Sources : ProCyclingStats Cycling Quotient |                       |                  |                            |                 |
| Classement de l'étape |                       |                  |                            |                 |
| Coureur | Coureur               | Pays             | Équipe                     | Temps           |
| 1er | Jonathan Milan        | Italie           | Lidl-Trek                  | 4 h 02 min 03 s |
| 2e | Stanisław Aniołkowski | Pologne          | Cofidis                    | + 0 s           |
| 3e | Phil Bauhaus          | Allemagne        | Bahrain Victorious         | + 0 s           |
| 4e | Tim van Dijke         | Pays-Bas         | Team Visma \| Lease a Bike | + 0 s           |
| 5e | Hugo Hofstetter       | France           | Israel-Premier Tech        | + 0 s           |
| 6e | Fernando Gaviria      | Colombie         | Movistar Team              | + 0 s           |
| 7e | Sebastián Molano      | Colombie         | UAE Team Emirates          | + 0 s           |
| 8e | Laurence Pithie       | Nouvelle-Zélande | Groupama-FDJ               | + 0 s           |
| 9e | Giovanni Lonardi      | Italie           | Team Polti Kometa          | + 0 s           |
| 10e | Alberto Dainese       | Italie           | Tudor Pro Cycling Team     | + 0 s           |

### Points attribués pour le classement par points
| Sprint intermédiaire Villanova (km 65,8) | Sprint intermédiaire Villanova (km 65,8) | Sprint intermédiaire Villanova (km 65,8) | Sprint intermédiaire Villanova (km 65,8) | Sprint intermédiaire Villanova (km 65,8) |
| ---------------------------------------- | ---------------------------------------- | ---------------------------------------- | ---------------------------------------- | ---------------------------------------- |
|                                          | Coureur                                  | Pays                                     | Équipe                                   | Point(s)                                 |
| 1er                                      | Andrea Pietrobon                         | Italie                                   | Polti Kometa                             | 12                                       |
| 2e                                       | Alessandro Tonelli                       | Italie                                   | VF Group-Bardiani CSF-Faizané            | 8                                        |
| 3e                                       | Manuele Tarozzi                          | Italie                                   | VF Group-Bardiani CSF-Faizané            | 6                                        |
| 4e                                       | Jonathan Milan                           | Italie                                   | Lidl-Trek                                | 5                                        |
| 5e                                       | Filippo Fiorelli                         | Italie                                   | VF Group-Bardiani CSF-Faizané            | 4                                        |
| 6e                                       | Kaden Groves                             | Australie                                | Alpecin-Deceuninck                       | 3                                        |
| 7e                                       | Simone Consonni                          | Italie                                   | Lidl-Trek                                | 2                                        |
| 8e                                       | Edward Planckaert                        | Belgique                                 | Alpecin-Deceuninck                       | 1                                        |
| modifier                                 |                                          |                                          |                                          |                                          |

| Sprint intermédiaire Lugo (km 95,1) | Sprint intermédiaire Lugo (km 95,1) | Sprint intermédiaire Lugo (km 95,1) | Sprint intermédiaire Lugo (km 95,1) | Sprint intermédiaire Lugo (km 95,1) |
| ----------------------------------- | ----------------------------------- | ----------------------------------- | ----------------------------------- | ----------------------------------- |
|                                     | Coureur                             | Pays                                | Équipe                              | Point(s)                            |
| 1er                                 | Manuele Tarozzi                     | Italie                              | VF Group-Bardiani CSF-Faizané       | 12                                  |
| 2e                                  | Alessandro Tonelli                  | Italie                              | VF Group-Bardiani CSF-Faizané       | 8                                   |
| 3e                                  | Andrea Pietrobon                    | Italie                              | Polti Kometa                        | 6                                   |
| 4e                                  | Kaden Groves                        | Australie                           | Alpecin-Deceuninck                  | 5                                   |
| 5e                                  | Filippo Fiorelli                    | Italie                              | VF Group-Bardiani CSF-Faizané       | 4                                   |
| 6e                                  | Edward Planckaert                   | Belgique                            | Alpecin-Deceuninck                  | 3                                   |
| 7e                                  | Jenthe Biermans                     | Belgique                            | Arkéa-B&B Hotels                    | 2                                   |
| 8e                                  | Tobias Foss                         | Norvège                             | Ineos Grenadiers                    | 1                                   |
| modifier                            |                                     |                                     |                                     |                                     |

| \| Arrivée d'étape Cento (km 179) \| Arrivée d'étape Cento (km 179) \| Arrivée d'étape Cento (km 179) \| Arrivée d'étape Cento (km 179) \| Arrivée d'étape Cento (km 179) \| \| ------------------------------ \| ------------------------------ \| ------------------------------ \| ------------------------------ \| ------------------------------ \| \| \| Coureur \| Pays \| Équipe \| Point(s) \| \| 1er \| Jonathan Milan \| Italie \| Lidl-Trek \| 50 \| \| 2e \| Stanisław Aniołkowski \| Pologne \| Cofidis \| 35 \| \| 3e \| Phil Bauhaus \| Allemagne \| Bahrain Victorious \| 25 \| \| 4e \| Tim van Dijke \| Pays-Bas \| Visma-Lease a Bike \| 18 \| \| 5e \| Hugo Hofstetter \| France \| Israel-Premier Tech \| 14 \| \| 6e \| Fernando Gaviria \| Colombie \| Movistar \| 12 \| \| 7e \| Sebastián Molano \| Colombie \| UAE Team Emirates \| 10 \| \| 8e \| Laurence Pithie \| Nouvelle-Zélande \| Groupama-FDJ \| 8 \| \| 9e \| Giovanni Lonardi \| Italie \| Polti Kometa \| 7 \| \| 10e \| Alberto Dainese \| Italie \| Tudor Pro Cycling Team \| 6 \| \| 11e \| Tobias Lund Andresen \| Danemark \| dsm-firmenich PostNL \| 5 \| \| 12e \| Enrico Zanoncello \| Italie \| VF Group-Bardiani CSF-Faizané \| 4 \| \| 13e \| Rui Oliveira \| Portugal \| UAE Team Emirates \| 3 \| \| 14e \| Madis Mihkels \| Estonie \| Intermarché-Wanty \| 2 \| \| 15e \| Tim Merlier \| Belgique \| Soudal Quick-Step \| 1 \| \| modifier \| \| \| \| \| |                       |                  |                               |          |
| Arrivée d'étape Cento (km 179) |                       |                  |                               |          |
| | Coureur               | Pays             | Équipe                        | Point(s) |
| 1er | Jonathan Milan        | Italie           | Lidl-Trek                     | 50       |
| 2e | Stanisław Aniołkowski | Pologne          | Cofidis                       | 35       |
| 3e | Phil Bauhaus          | Allemagne        | Bahrain Victorious            | 25       |
| 4e | Tim van Dijke         | Pays-Bas         | Visma-Lease a Bike            | 18       |
| 5e | Hugo Hofstetter       | France           | Israel-Premier Tech           | 14       |
| 6e | Fernando Gaviria      | Colombie         | Movistar                      | 12       |
| 7e | Sebastián Molano      | Colombie         | UAE Team Emirates             | 10       |
| 8e | Laurence Pithie       | Nouvelle-Zélande | Groupama-FDJ                  | 8        |
| 9e | Giovanni Lonardi      | Italie           | Polti Kometa                  | 7        |
| 10e | Alberto Dainese       | Italie           | Tudor Pro Cycling Team        | 6        |
| 11e | Tobias Lund Andresen  | Danemark         | dsm-firmenich PostNL          | 5        |
| 12e | Enrico Zanoncello     | Italie           | VF Group-Bardiani CSF-Faizané | 4        |
| 13e | Rui Oliveira          | Portugal         | UAE Team Emirates             | 3        |
| 14e | Madis Mihkels         | Estonie          | Intermarché-Wanty             | 2        |
| 15e | Tim Merlier           | Belgique         | Soudal Quick-Step             | 1        |
| modifier |                       |                  |                               |          |

### Points attribués pour le classement des sprints intermédiaires
| Sprint intermédiaire Villanova (km 65,8) | Sprint intermédiaire Villanova (km 65,8) | Sprint intermédiaire Villanova (km 65,8) | Sprint intermédiaire Villanova (km 65,8) | Sprint intermédiaire Villanova (km 65,8) |
| ---------------------------------------- | ---------------------------------------- | ---------------------------------------- | ---------------------------------------- | ---------------------------------------- |
|                                          | Coureur                                  | Pays                                     | Équipe                                   | Point(s)                                 |
| 1er                                      | Andrea Pietrobon                         | Italie                                   | Polti Kometa                             | 10                                       |
| 2e                                       | Alessandro Tonelli                       | Italie                                   | VF Group-Bardiani CSF-Faizané            | 6                                        |
| 3e                                       | Manuele Tarozzi                          | Italie                                   | VF Group-Bardiani CSF-Faizané            | 3                                        |
| 4e                                       | Jonathan Milan                           | Italie                                   | Lidl-Trek                                | 2                                        |
| 5e                                       | Filippo Fiorelli                         | Italie                                   | VF Group-Bardiani CSF-Faizané            | 1                                        |
| modifier                                 |                                          |                                          |                                          |                                          |

| Sprint intermédiaire Conselice (km 113,3) | Sprint intermédiaire Conselice (km 113,3) | Sprint intermédiaire Conselice (km 113,3) | Sprint intermédiaire Conselice (km 113,3) | Sprint intermédiaire Conselice (km 113,3) |
| ----------------------------------------- | ----------------------------------------- | ----------------------------------------- | ----------------------------------------- | ----------------------------------------- |
|                                           | Coureur                                   | Pays                                      | Équipe                                    | Point(s)                                  |
| 1er                                       | Andrea Pietrobon                          | Italie                                    | Polti Kometa                              | 10                                        |
| 2e                                        | Manuele Tarozzi                           | Italie                                    | VF Group-Bardiani CSF-Faizané             | 6                                         |
| 3e                                        | Alessandro Tonelli                        | Italie                                    | VF Group-Bardiani CSF-Faizané             | 3                                         |
| 4e                                        | Tim Merlier                               | Belgique                                  | Soudal Quick-Step                         | 2                                         |
| 5e                                        | Domen Novak                               | Slovénie                                  | UAE Team Emirates                         | 1                                         |
| modifier                                  |                                           |                                           |                                           |                                           |

### Bonifications
|   | Coureur            | Pays   | Équipe                        | Secondes |
| - | ------------------ | ------ | ----------------------------- | -------- |
| 1 | Manuele Tarozzi    | Italie | VF Group-Bardiani CSF-Faizané | 3 s      |
| 2 | Alessandro Tonelli | Italie | VF Group-Bardiani CSF-Faizané | 2 s      |
| 3 | Andrea Pietrobon   | Italie | Polti Kometa                  | 1 s      |

|   | Coureur            | Pays   | Équipe                        | Secondes |
| - | ------------------ | ------ | ----------------------------- | -------- |
| 1 | Andrea Pietrobon   | Italie | Polti Kometa                  | 3 s      |
| 2 | Manuele Tarozzi    | Italie | VF Group-Bardiani CSF-Faizané | 2 s      |
| 3 | Alessandro Tonelli | Italie | VF Group-Bardiani CSF-Faizané | 1 s      |

| \| \| Coureur \| Pays \| Équipe \| Secondes \| \| - \| --------------------- \| --------- \| ------------------ \| -------- \| \| 1 \| Jonathan Milan \| Italie \| Lidl-Trek \| 10 s \| \| 2 \| Stanisław Aniołkowski \| Pologne \| Cofidis \| 6 s \| \| 3 \| Phil Bauhaus \| Allemagne \| Bahrain Victorious \| 4 s \| |                       |           |                    |          |
| | Coureur               | Pays      | Équipe             | Secondes |
| 1 | Jonathan Milan        | Italie    | Lidl-Trek          | 10 s     |
| 2 | Stanisław Aniołkowski | Pologne   | Cofidis            | 6 s      |
| 3 | Phil Bauhaus          | Allemagne | Bahrain Victorious | 4 s      |

## Classements à l'issue de l'étape

### Classement général
| \| Classement général \| Classement général \| Classement général \| Classement général \| Classement général \| \| Coureur \| Coureur \| Pays \| Équipe \| Temps \| \| ------------------ \| ------------------ \| ------------------ \| -------------------------- \| ------------------ \| \| 1er \| Tadej Pogačar \| Slovénie \| UAE Team Emirates \| 49 h 24 min 38 s \| \| 2e \| Daniel Martínez \| Colombie \| Bora-Hansgrohe \| + 2 min 40 s \| \| 3e \| Geraint Thomas \| Royaume-Uni \| Ineos Grenadiers \| + 2 min 56 s \| \| 4e \| Ben O'Connor \| Australie \| Decathlon-AG2R La Mondiale \| + 3 min 39 s \| \| 5e \| Antonio Tiberi \| Italie \| Bahrain Victorious \| + 4 min 27 s \| \| 6e \| Romain Bardet \| France \| Team dsm-firmenich PostNL \| + 4 min 57 s \| \| 7e \| Lorenzo Fortunato \| Italie \| Astana Qazaqstan Team \| + 5 min 19 s \| \| 8e \| Filippo Zana \| Italie \| Team Jayco AlUla \| + 5 min 23 s \| \| 9e \| Einer Rubio \| Colombie \| Movistar Team \| + 5 min 28 s \| \| 10e \| Thymen Arensman \| Pays-Bas \| Ineos Grenadiers \| + 5 min 52 s \| |                   |             |                            |                  |
| |                   |             |                            |                  |
| Sources : ProCyclingStats Cycling Quotient |                   |             |                            |                  |
| Classement général |                   |             |                            |                  |
| Coureur | Coureur           | Pays        | Équipe                     | Temps            |
| 1er | Tadej Pogačar     | Slovénie    | UAE Team Emirates          | 49 h 24 min 38 s |
| 2e | Daniel Martínez   | Colombie    | Bora-Hansgrohe             | + 2 min 40 s     |
| 3e | Geraint Thomas    | Royaume-Uni | Ineos Grenadiers           | + 2 min 56 s     |
| 4e | Ben O'Connor      | Australie   | Decathlon-AG2R La Mondiale | + 3 min 39 s     |
| 5e | Antonio Tiberi    | Italie      | Bahrain Victorious         | + 4 min 27 s     |
| 6e | Romain Bardet     | France      | Team dsm-firmenich PostNL  | + 4 min 57 s     |
| 7e | Lorenzo Fortunato | Italie      | Astana Qazaqstan Team      | + 5 min 19 s     |
| 8e | Filippo Zana      | Italie      | Team Jayco AlUla           | + 5 min 23 s     |
| 9e | Einer Rubio       | Colombie    | Movistar Team              | + 5 min 28 s     |
| 10e | Thymen Arensman   | Pays-Bas    | Ineos Grenadiers           | + 5 min 52 s     |

### Classement par points
| Classement par points | Classement par points | Classement par points | Classement par points         | Classement par points |
| Coureur               | Coureur               | Pays                  | Équipe                        | Points                |
| --------------------- | --------------------- | --------------------- | ----------------------------- | --------------------- |
| 1er                   | Jonathan Milan        | Italie                | Lidl-Trek                     | 284 pts               |
| 2e                    | Kaden Groves          | Australie             | Alpecin-Deceuninck            | 174 pts               |
| 3e                    | Tim Merlier           | Belgique              | Soudal Quick-Step             | 93 pts                |
| 4e                    | Filippo Fiorelli      | Italie                | VF Group-Bardiani CSF-Faizanè | 86 pts                |
| 5e                    | Andrea Pietrobon      | Italie                | Team Polti Kometa             | 86 pts                |
| 6e                    | Julian Alaphilippe    | France                | Soudal Quick-Step             | 74 pts                |
| 7e                    | Phil Bauhaus          | Allemagne             | Bahrain Victorious            | 70 pts                |
| 8e                    | Jhonatan Narváez      | Équateur              | Ineos Grenadiers              | 63 pts                |
| 9e                    | Tadej Pogačar         | Slovénie              | UAE Team Emirates             | 57 pts                |
| 10e                   | Benjamin Thomas       | France                | Cofidis                       | 57 pts                |

### Classement de la montagne
| Classement de la montagne | Classement de la montagne | Classement de la montagne | Classement de la montagne     | Classement de la montagne |
| Coureur                   | Coureur                   | Pays                      | Équipe                        | Points                    |
| ------------------------- | ------------------------- | ------------------------- | ----------------------------- | ------------------------- |
| 1er                       | Tadej Pogačar             | Slovénie                  | UAE Team Emirates             | 104 pts                   |
| 2e                        | Simon Geschke             | Allemagne                 | Cofidis                       | 59 pts                    |
| 3e                        | Valentin Paret-Peintre    | France                    | Decathlon-AG2R La Mondiale    | 55 pts                    |
| 4e                        | Daniel Martínez           | Colombie                  | Bora-Hansgrohe                | 52 pts                    |
| 5e                        | Lilian Calmejane          | France                    | Intermarché-Wanty             | 32 pts                    |
| 6e                        | Romain Bardet             | France                    | Team dsm-firmenich PostNL     | 32 pts                    |
| 7e                        | Geraint Thomas            | Royaume-Uni               | Ineos Grenadiers              | 22 pts                    |
| 8e                        | Andrea Piccolo            | Italie                    | EF Education-EasyPost         | 18 pts                    |
| 9e                        | Filippo Fiorelli          | Italie                    | VF Group-Bardiani CSF-Faizanè | 18 pts                    |
| 10e                       | Ben O'Connor              | Australie                 | Decathlon-AG2R La Mondiale    | 17 pts                    |

### Classement du meilleur jeune
| Classement du meilleur jeune | Classement du meilleur jeune | Classement du meilleur jeune | Classement du meilleur jeune | Classement du meilleur jeune |
| Coureur                      | Coureur                      | Pays                         | Équipe                       | Temps                        |
| ---------------------------- | ---------------------------- | ---------------------------- | ---------------------------- | ---------------------------- |
| 1er                          | Antonio Tiberi               | Italie                       | Bahrain Victorious           | 49 h 29 min 05 s             |
| 2e                           | Filippo Zana                 | Italie                       | Team Jayco AlUla             | + 56 s                       |
| 3e                           | Thymen Arensman              | Pays-Bas                     | Ineos Grenadiers             | + 1 min 25 s                 |
| 4e                           | Alex Baudin                  | France                       | Decathlon-AG2R La Mondiale   | + 2 min 11 s                 |
| 5e                           | Davide Piganzoli             | Italie                       | Team Polti Kometa            | + 7 min 03 s                 |
| 6e                           | Giovanni Aleotti             | Italie                       | Bora-Hansgrohe               | + 9 min 48 s                 |
| 7e                           | Valentin Paret-Peintre       | France                       | Decathlon-AG2R La Mondiale   | + 22 min 35 s                |
| 8e                           | Mauri Vansevenant            | Belgique                     | Soudal Quick-Step            | + 33 min 42 s                |
| 9e                           | Edoardo Zambanini            | Italie                       | Bahrain Victorious           | + 37 min 29 s                |
| 10e                          | Kevin Vermaerke              | États-Unis                   | Team dsm-firmenich PostNL    | + 38 min 41 s                |

### Classement par équipes
| Classement par équipes | Classement par équipes        | Classement par équipes | Classement par équipes |
| Équipe                 | Équipe                        | Pays                   | Temps                  |
| ---------------------- | ----------------------------- | ---------------------- | ---------------------- |
| 1re                    | Decathlon-AG2R La Mondiale    | France                 | 148 h 27 min 57 s      |
| 2e                     | Ineos Grenadiers              | Royaume-Uni            | + 2 min 13 s           |
| 3e                     | Bora-Hansgrohe                | Allemagne              | + 20 min 31 s          |
| 4e                     | Astana Qazaqstan Team         | Kazakhstan             | + 25 min 22 s          |
| 5e                     | UAE Team Emirates             | Émirats arabes unis    | + 27 min 10 s          |
| 6e                     | VF Group-Bardiani CSF-Faizané | Italie                 | + 40 min 21 s          |
| 7e                     | EF Education-EasyPost         | États-Unis             | + 47 min 16 s          |
| 8e                     | Movistar Team                 | Espagne                | + 48 min 02 s          |
| 9e                     | Bahrain Victorious            | Bahreïn                | + 48 min 29 s          |
| 10e                    | Team dsm-firmenich PostNL     | Pays-Bas               | + 50 min 27 s          |

### Sanctions au classement UCI
| \| Coureur \| Pays \| Équipe \| Points \| \| ---------------- \| ------- \| --------- \| ----------- \| \| Juan Pedro López \| Espagne \| Lidl-Trek \| - 25 points \| |         |           |             |
| Coureur | Pays    | Équipe    | Points      |
| Juan Pedro López | Espagne | Lidl-Trek | - 25 points |

## Abandons
Aucun.